# Abominog
Abominog je čtrnácté studiové album britské rockové skupiny Uriah Heep, vydané v březnu roku 1982. Je to první album bez klávesisty Kena Hensleyho.

## Playlist
Anglie/Evropa
1. "Too Scared to Run" (Box, Daisley, Goalby, Kerslake, Sinclair) – 3:49
2. "Chasing Shadows" (Box, Daisley, Goalby, Kerslake, Sinclair) – 4:39
3. "On the Rebound" (Ballard) – 3:14
4. "Hot Night in a Cold Town" (Cushing-Murray, Littlefield) – 4:03
5. "Running All Night" (with the Lion)" (Farr, Box, Daisley, Goalby, Kerslake, Sinclair) – 4:28
6. "That's the Way That It Is" (Bliss) – 4:06
7. "Prisoner" (Lance, Cooper, Riparetti) – 4:33
8. "Hot Persuasion" (Box, Daisley, Goalby, Kerslake, Sinclair) – 3:48
9. "Sell Your Soul" (Box, Daisley, Goalby, Kerslake, Sinclair) – 5:25
10. "Think It Over" (Sloman, Bolder) – 3:42

## Sestava
- Peter Goalby - zpěv
- Mick Box – kytara
- John Sinclair – klávesy, syntezátor, kytara, doprovodný zpěv
- Bob Daisley- baskytara
- Lee Kerslake - bicí

## Umístění
- Norsko #30
- Spojené království #34
- Spojené státy #56